# Pro hac vice

Pro hac vice signifiant en latin: "à cette occasion" ou "pour cet évènement", est un terme juridique faisant généralement référence à une pratique juridique, dans lesquelles un avocat qui n'a pas été admis à exercer dans une certaine juridiction est autorisé à participer à une affaire particulière dans cette juridiction. Le terme est également utilisé par l'Église catholique.